# Longueau
Longueau är en kommun i departementet Somme i regionen Hauts-de-France i norra Frankrike. Kommunen ligger i kantonen Amiens 4e (Est) som tillhör arrondissementet Amiens. År 2022 hade Longueau 5 726 invånare.

## Befolkningsutveckling
Antalet invånare i kommunen Longueau
| Referens: INSEE |